# الموت في الصيف (رواية)
الموت في الصيف (بالإنجليزية: Death in Summer)‏ هي رواية للكاتب الأيرلندي ويليام تريفور، نشرت عام 1998، لأول مرة عن دار نشر فايكنغ بريس.